# God natt, Sverige
God natt, Sverige var en talkshow i TV4 med Kristian Luuk och Carina Berg som programledare. Det sändes under 2005.
Programmet sändes tisdag till torsdag kl. 22.35, och varje program hade en gäst som blev intervjuad. Det första programmet sändes den 12 april 2005.
Talkshowen uppmärksammades något när det blev känt att de två programledarna inlett en relation med varandra. Varken tv-recensenter eller tittare uppskattade dock programmet något särskilt, varpå det lades ned efter en säsong.

## Källhänvisningar
1. 1 2  Amster, Harry (2005-04-12): "Carina Berg säger godnatt till Sverige". svd.se. Läst 7 mars 2015.